# 黑白切
黑白切、烏白切，是台灣小吃之一，在台灣各地攤販可見。黑白一詞取自臺語「烏白（oo-pe̍h）」，意指「隨意」，是指顧客在沒有明確想吃的菜色和不知曉店家有哪些好吃的小菜時，在告知預算或人數的前提下，請店家隨意切些招牌菜的吃法。黑白切這種可以快速端上桌並能完整利用食材的料理，很受消費者青睞，在電影、電視中或是在夜市、路邊攤販、小吃店都頻頻出現。這項處處可見的小吃成為了台灣的飲食文化一環。

## 外部連結
- 新鮮黑白切
- 黑白切大學問 （页面存档备份，存于）
- 「黑白切」怎麼來？從一道臺灣經典小吃 搞懂你究竟在吃些什麼 農傳媒 （页面存档备份，存于）